# Horobijiwka (rejon białocerkiewski)
Horobijiwka (ukr. Горобіївка) – wieś na Ukrainie, w obwodzie kijowskim, w rejonie białocerkiewskim, w hromadzie Skwyra. W 2001 liczyła 1065 mieszkańców, spośród których 1050 wskazało jako ojczysty język ukraiński, 13 rosyjski, a 2 białoruski.